# Doomadgee
Doomadgee är en kommun i Australien. Den ligger i delstaten Queensland, omkring 1 800 kilometer nordväst om delstatshuvudstaden Brisbane. Antalet invånare är 1 382.
Omgivningarna runt Doomadgee är i huvudsak ett öppet busklandskap. Trakten runt Doomadgee är nära nog obefolkad, med mindre än två invånare per kvadratkilometer. Genomsnittlig årsnederbörd är 863 millimeter. Den regnigaste månaden är januari, med i genomsnitt 287 mm nederbörd, och den torraste är augusti, med 1 mm nederbörd.